# François-Léon Benouville

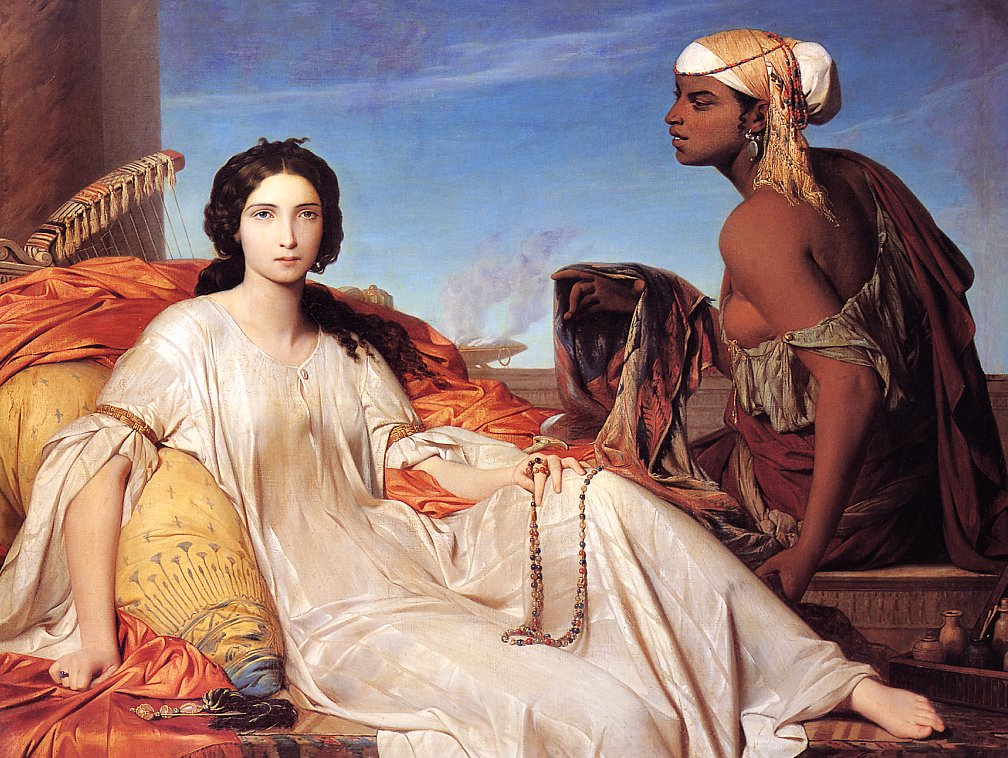
Ester y odalisca.

François-Léon Benouville (París, 30 de marzo de 1821-París, 16 de febrero de 1859) pintor francés conocido por sus composiciones religiosas neoclásicas y temas orientalistas, hermano pequeño de Jean-Achille Benouville, pintor como él, también se educó en el mismo taller de París y conoció en Roma al escultor Charles Gumery en la Villa Médici donde permaneció un año como pensionista tras ganar el Premio de Roma en 1845.